# Nihon ryōiki
Le Nihon ryōiki (日本霊異記, Relation des choses miraculeuses et étranges du Japon) est un recueil japonais de setsuwa (anecdotes) écrit au début de l'ère Heian. Son titre exact est Nihonkoku genbō zen'aku ryōiki (日本国現報善悪霊異記, Relation des choses miraculeuses et étranges concernant la rétribution du bien et du mal dès cette vie présente, arrivées au pays du Japon). Il s'agit du plus ancien recueil de setsuwa qui nous soit parvenu. Il se divise en trois livres (ou makimono), chacun précédé d'une préface de l'auteur, et il contient 116 récits, écrits en chinois. 
On attribue sa rédaction au moine bouddhiste Kyōkai (景戒) de la région de Nara. On estime que l'ouvrage a été compilé entre 787 et 822. Le Nihon ryōiki offre des textes édifiants autour du dharma et du karma, mais décrit avec précision la vie, les coutumes et les mentalités du Japon de cette époque.

## Auteur
On sait peu de choses sur Kyôkai, sinon qu'il était bonze au Yakushi-ji, à Nara, où il a dû être ordonné entre 787 et 795, et qu'il a eu un fils qui est mort  en 797,.  

## Généralités

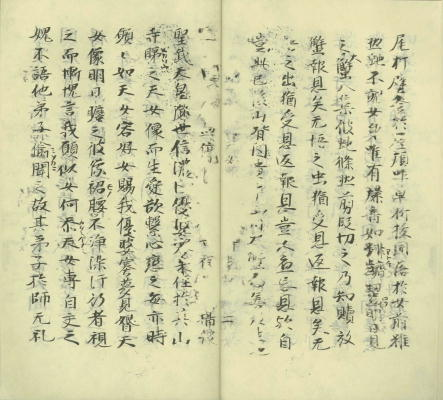
Pages d'un manuscrit du Nihon Ryôiki du XIIe siècle, Kyoto.

Le Nikon ryoiki contient donc 116 histoires divisées en trois livres. Toutes relatent des événements miraculeux ou surnaturels survenus au Japon, illustrant pour la plupart la rapidité de la rétribution karmique pour les bonnes et les mauvaises actions. Il s'agirait, selon l'auteur, de la retranscription de traditions orales. Il est sans doute le plus ancien recueil d'anecdotes bouddhiques du Japon.
Le ton est résolument didactique ; les histoires sont souvent suivies de citations de passages pertinents des écritures bouddhistes. Un des intérêts du texte réside dans les informations qu'il apporte sur l'aspect populaire du bouddhisme pendant l'époque de Nara. L'ordre des récits est grosso modo chronologique, allant d'histoire remontant .au règne de l'empereur Yūryaku (r. 457-479) jusqu'à celui de l'empereur Saga (r. 809-823),.

## Contenu

### Éthique
Kyôkai affirme avoir compilé cet ouvrage dans le but d'accumuler des mérites et de pousser les lecteurs à mener une vie bonne, et nombre de récits véhiculent effectivement un message éthique et karmique: piété et bonnes actions sont récompensées, impiété et mauvaises actions sont punies. Cependant, certaines histoires mettent l'accent surtout le fonctionnement miraculeux du karma (et pas seulement sur la loi de rétribution des actes). Ainsi, le Nihon ryoiki insiste parfois sur le miraculeux, le surnaturel, laissant de côté les problèmes éthiques, et certains de ses récits prennent leur origine simplement dans le folklore, sans lien avec le karma ou tout autre concept bouddhique.

### Surnaturel et critique sociale
Selon Zenryu Shirakawa, Kyôkai ne veut pas uniquement amener les gens à faire le bien. Son intérêt pour le surnaturel va au-delà, et il investit le bouddhisme d'une sorte de pouvoir magique. Par ailleurs, le livre a aussi un aspect polémique: l'auteur défend les privilèges ecclésiastiques bouddhistes contre les pouvoirs séculiers. Nombre d'histoires exposent les terribles conséquences auxquelles s'exposent les laïcs — en particulier les fonctionnaires — qui maltraitent les membres du clergé ou qui font un usage abusif des biens d'un temple. Car, relève aussi Zenryu Shikawa, Kyôkai a vécu sous le règne de l'empereur Kanmu (r. 781-806), dont la cour a publié de très nombreux édits visant à limiter la richesse et l'influence croissantes des institutions bouddhistes.

### Anthropologie
Fabienne Duteil-Otaga, elle, note que l'intérêt de l'ouvrage aujourd'hui réside aussi dans ses aspects anthropologiques. Car le Nihon Ryôiki ne se limite pas à des descriptions de la pratique et des croyances religieuses du VIIIe siècle, ou de la vie quotidienne de cette époque: sa lecture révèle aussi des analogies entre certaines représentations et pratiques de ce temps et celles de la société japonaise contemporaine, « notamment la conception du monde de au-delà importance de la piété filiale le rôle des femmes chamanes le respect de la vie animale-végétale-humaine le pouvoir miraculeux des objets/écrits sacrés... »

## Style
L'ouvrage est rédigé en chinois, dans des phrases souvent courtes et hachées.